# الخائن (فلم هندي 1973)
الخائن (بالهندية: नमक हराम) (بالإنجليزية: Namak Haraam) هو فيلم درامي هندي باللغة الهندية عام 1973 من إخراج هريشيكيش موخيرجي. الموسيقى من تأليف آر. دي بورمان والسيناريو من تأليف غولزار وكلمات من تأليف أناند باكشي. الفيلم من بطولة راجيش خانا وأميتاب باتشان. ومن النجوم أيضًا ريخا وأسراني ورازا مراد و أيه. كيه. هانغال وسيمي جاروال وأوم شيفبوري. حصل راجيش خانا على جائزة BFJA الثالثة لأفضل ممثل (هندي) في عام 1974 عن هذا الفيلم، كما فاز أميتاب باتشان بجائزة فيلم فير الثانية لأفضل ممثل مساعد في عام 1974.
كان هذا هو الفيلم الثاني لهريشيكيش موخيرجي الذي قام ببطولته خانا وباتشان بعد أناند. "ديي جالتي هاي" و"نادية سي داريا" و"مين شير بادنام" هي الألحان الأكثر تميزًا، والتي قدمها كيشور كومار بقوة وتم تصويرها على راجيش خانا. وقد فاز كاكا، كما أطلق عليه أصدقاؤه ومشجعوه على حد سواء، بقلوب الملايين من الناس بفضل تمثيله الرائع وتعبيرات وجهه المؤثرة. لقد ثبت أن الفيلم حقق نجاحًا كبيرًا في شباك التذاكر وكان خامس أعلى فيلم في الإيرادات لعام 1973. تمت إعادة إنتاج الفيلم باللغة التاميلية باسم أوناكاجا نان. استندت الحبكة الأساسية للفيلم على الحبكة الفرعية لفيلم برانا ميترولو الذي صدر عام 1967 والذي استوحى بشكل فضفاض من قصة فيلم بيكيت الذي صدر عام 1964.

## حبكة
تدور القصة حول صديقين، سومو (راجيش خانا) وفيكي (أميتاب باتشان). للانتقام من حقيقة أن فيكي تعرض للإهانة من قبل زعيم النقابة في مصنعه، تسلل سومو إلى المصنع كعامل ثم إلى النقابة كزعيم لها. ومع ذلك، يتأثر سومو بمحنة العمال ويتأثر بمبادئهم، مما يؤدي إلى مواجهة بين الصديقين. تسلط هذه القصة الضوء على صعود النقابات على خلفية مصانع النسيج في بومباي والتضخم في أوائل سبعينيات القرن العشرين. في النهاية، يذهب فيكي إلى السجن.

## الممثلون
- راجيش خانا في دور سومناث تشاندر سينغ (سومو)
- أميتاب باتشان بدور فيكرام مهراج (فيكي)
- سيمي جاروال في دور مانيشا
- ريخا في دور شياما
- أسراني بدور دوندو، شقيق شياما
- أيه. كيه. هانغال في دور بيبينلال باندي
- مانجو بدور راما، مساعد باندي
- أوم شيفبوري في دور دامودار مهراج
- مانموهان في دور جاي سينغ
- دورجا خوتي في دور والدة سومو
- مانيشا بدور سارلا، أخت سومو
- رازا مراد في دور علم
- جاشري ت. بدور العاهرة

## موسيقى
| #  | عنوان                                                             | المدة |
| -- | ----------------------------------------------------------------- | ----- |
| 1. | "سوني ري سيجاريا (الاستماع إلى عملية قيصرية)"                     | 2:38  |
| 2. | "ديي جالتي هين فول خيلتي هين (تحترق المصابيح وتتفتح الزهور)"      | 3:40  |
| 3. | "نادية سي داريا داريا سي ساجار (النهر إلى النهر النهر إلى البحر)" | 4:11  |
| 4. | "ووه جوتا هاي فوت نا أوسكو دينا (إنه كاذب فلا تصوتوا له)"         | 3:29  |
| 5. | "ومين شير بادنام (أنا شاعر مظلوم)"                                | 5:21  |

تم توفير غناء خانا من قبل المتعاون الدائم معه كيشور كومار، الذي غنى أيضًا أغنية مصورة على ألبوم أسراني.
تم إدراج أغنية "نادية سي داريا داريا سي ساجار" في المرتبة رقم 18 في قائمة بيناكا جيتمالا السنوية لعام 1974.

## روابط خارجية
- الخائن على موقع IMDb (الإنجليزية)
- الخائن على موقع روتن توميتوز (الإنجليزية)
- الخائن على موقع أول موفي (الإنجليزية)
- الخائن على موقع قاعدة بيانات الفيلم (الإنجليزية)
- الخائن على موقع ليتربوكسد (الإنجليزية)
- الخائن على موقع كينوبويسك (الروسية)